# Pnytagoras (Sohn des Euagoras)
Pnytagoras (altgriechisch Πνυταγόρας Pnytagóras; † 374/373 v. Chr.) war der Sohn von Euagoras I., dem König des zypriotischen Stadtstaates Salamis.
Er war als Thronfolger vorgesehen und unterstützte seinen Vater bei dessen Erhebung gegen die Perser. Er verteidigte Salamis 381 v. Chr. nach der verlorenen Seeschlacht bei Kition, als sein Vater nach Ägypten geflohen war.
Sowohl Vater als auch Sohn sollen mit der Tochter des Verschwörers Nikokreon eine Beziehung gehabt haben. Pnytagoras war offenbar der Vater ihres Sohnes Pnytagoras, der später König von Salamis werden sollte. Pnytagoras und sein Vater Euagoras wurden vom Eunuchen Thrasydaios ermordet. Nachfolger des Königs wurde Pnytagoras’ Bruder Nikokles.